# 中村華祈
中村 華祈（なかむら かのん、2003年1月24日 - ）は、日本の女子バスケットボール選手である。ポジションはシューティングガード。Wリーグの三菱電機コアラーズ所属。

## 来歴
北海道出身。
u-16 日本代表
札幌山の手高校でウィンターカップ3位などを経験。
2021年、新潟アルビレックスBBラビッツに加入。
u-19 日本代表候補
2025年、新潟を退団。三菱電機コアラーズに移籍。
2025年5月11日　日本代表候補選考合宿(セレクションキャンプ)に参加